# 콘칠리아초네역
콘칠리아초네역(이탈리아어: Conciliazione)은 밀라노 지하철 1호선의 역이다. 1964년 11월 1일 1호선의 '세스토 마렐리' - '로토' 구간이 처음으로 개통하면서 문을 열었다.
이 역은 밀라노 중심부의 경계선 바로 위에 있는 콘칠리아초네 광장에 있으며, 지하에 위치한 역이다.

## 시설
이 역에는 다음과 같은 시설이 있다.
- 에스컬레이터
- 승차권 자동 판매기
- 역 감시카메라